# Verwaltungsgliederung Jamaikas
Die Verwaltungsgliederung Jamaikas ist die administrative Aufteilung des Staatsgebietes von Jamaika in drei traditionelle Grafschaften (countys), die in 14 parishes untergliedert sind. Diese werden weiter in Wahlbezirke unterteilt.

## Historische Grafschaften (countys)

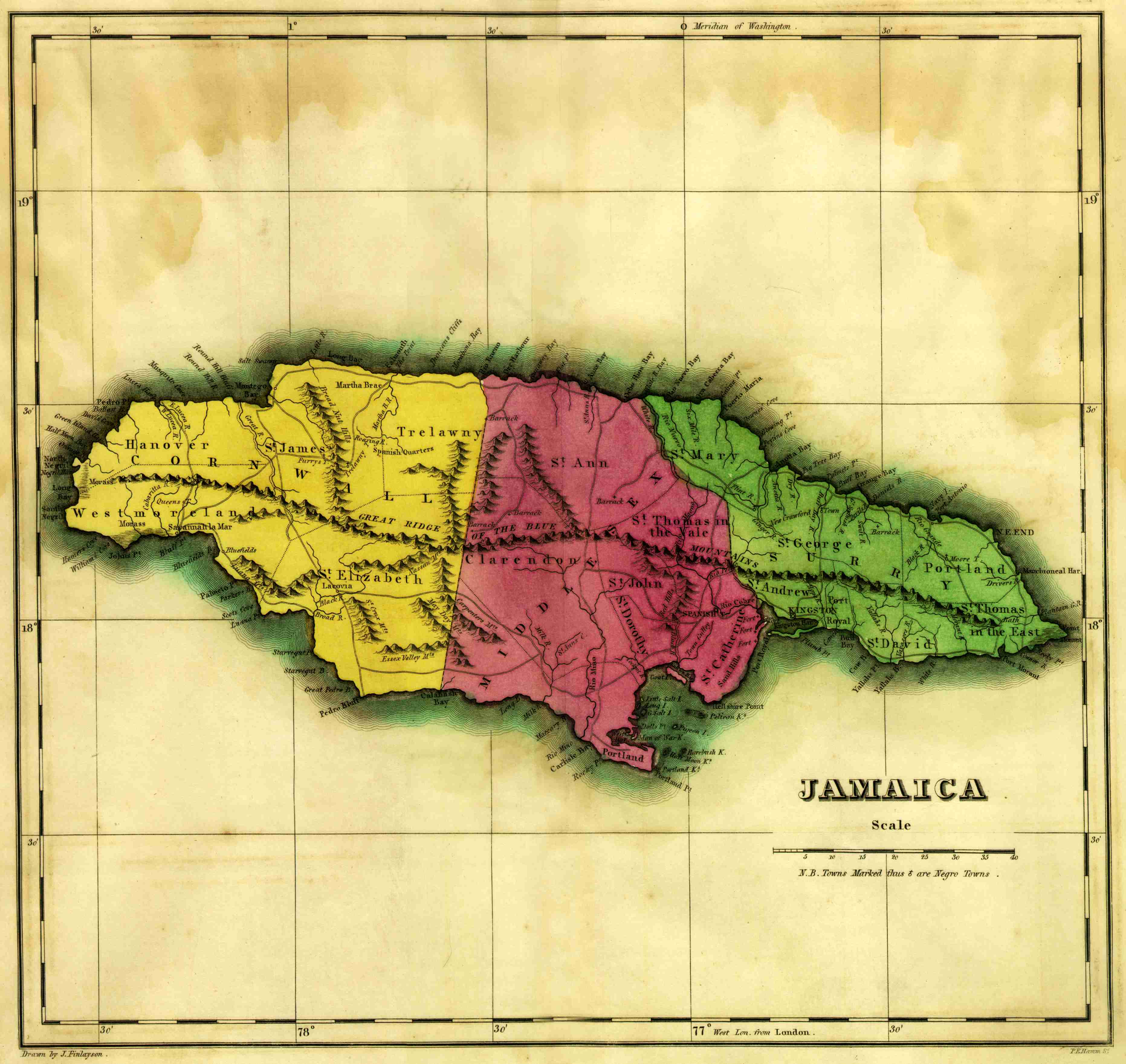
Karte der historischen Counties von 1822

Jamaika ist in drei traditionelle Grafschaften (countys) gegliedert, die heute keine Verwaltungsrelevanz mehr haben.
| Nr. | County        | Fläche km² | Bevölkerung Volkszählung 2001 | Traditionelle Hauptstadt |
| --- | ------------- | ---------- | ----------------------------- | ------------------------ |
| 1   | Cornwall      | 3.939,3    | 600.581                       | Montego Bay              |
| 2   | Middlesex     | 5.041,9    | 1.183.361                     | Spanish Town             |
| 3   | Surrey County | 2.009,3    | 823.689                       | Kingston                 |
|     | Jamaika       | 10.990,5   | 2.607.631                     | Kingston                 |

## Parishes(Verwaltungsbezirke)
Diese Countys sind in 14 parishes untergliedert, die etwa Landkreisen entsprechen. Diese sind die eigentlichen Verwaltungsbezirke:
|                  |                        |            |                               |                 |
| Nr.              | Parish                 | Fläche km² | Bevölkerung Volkszählung 2001 | Hauptstadt      |
| Cornwall County  |                        |            |                               |                 |
| 1                | Hanover Parish         | 450,4      | 67.037                        | Lucea           |
| 2                | Saint Elizabeth Parish | 1.212,4    | 146.404                       | Black River     |
| 3                | Saint James Parish     | 594,9      | 175.127                       | Montego Bay     |
| 4                | Trelawny Parish        | 874,6      | 73.066                        | Falmouth        |
| 5                | Westmoreland Parish    | 807,0      | 138.947                       | Savanna-la-Mar  |
| Middlesex County |                        |            |                               |                 |
| 6                | Clarendon Parish       | 1.196,3    | 237.024                       | May Pen         |
| 7                | Manchester Parish      | 830,1      | 185.801                       | Mandeville      |
| 8                | Saint Ann Parish       | 1.212,6    | 166.762                       | Saint Ann’s Bay |
| 9                | Saint Catherine Parish | 1.192,4    | 482.308                       | Spanish Town    |
| 10               | Saint Mary Parish      | 610,5      | 111.466                       | Port Maria      |
| Surrey County    |                        |            |                               |                 |
| 11               | Kingston Parish        | 21,8       | 96.052                        | Kingston        |
| 12               | Portland Parish        | 814,0      | 80.205                        | Port Antonio    |
| 13               | Saint Andrew Parish    | 430,7      | 555.828                       | Half Way Tree   |
| 14               | Saint Thomas Parish    | 742,8      | 91.604                        | Morant Bay      |
|                  | Jamaika                | 10.990,5   | 2.607.631                     | Kingston        |

## Ehemaligeparishes
Die Verwaltungsgliederung in parishes existiert seit 1655, als Jamaika britisch wurde. Früher gab es jedoch mehr parishes als heute. Die meisten existierten 1865, als Jamaika in 22 parishes gegliedert wurde. Die heutige Einteilung in 14 parishes existiert seit 1867, als acht davon aufgelöst wurden. Die nachfolgende Übersicht ist nach Countys gegliedert:
| Nr.              | Ehemalige Parish         | Hauptstadt | eingegliedert in Parish(es) |
| ---------------- | ------------------------ | ---------- | --------------------------- |
| Cornwall County  |                          |            |                             |
|                  | nicht betroffen          |            |                             |
| Middlesex County |                          |            |                             |
| 1                | Metacalfe                |            | Saint Mary                  |
| 2                | Saint Dorothy            |            | Saint Catherine             |
| 3                | Saint John               |            | Saint Catherine             |
| 4                | Saint Thomas in the Vale |            | Saint Catherine             |
| 5                | Vere                     |            | Clarendon                   |
| Surrey County    |                          |            |                             |
| 6                | Port Royal               | Port Royal | Saint Andrew und Kingston   |
| 7                | Saint George             |            | Saint Mary und Portland     |
| 8                | Saint David              |            | Saint Thomas                |

## Portmore Municipality
Unterhalb der parishes gibt es keine weitere Verwaltungsebene, die etwa der Gemeindeebene entsprechen würde. Eine Ausnahme stellt seit 2003 Portmore Municipality dar, eine separate Stadtverwaltung innerhalb von Saint Catherine Parish.

## Wahlbezirke
Die parishes werden weiter in constituencies und diese wiederum in divisions unterteilt. Dies sind jedoch reine Wahlbezirke für die Wahl der parish-Versammlungen; sie haben keine Verwaltungsrelevanz.
- Cornwall County
  - Hanover Parish
    - Constituency: Hanover East
      - Chester castle
      - Hopewell
      - Sandy bay

    - Constituency: Hanover West
      - Lucea
      - Riverside
      - Cauldwell
      - Green island